# Jens Malte Fischer
Jens Malte Fischer (* 26. Dezember 1943 in Salzburg, Großdeutsches Reich) ist ein deutscher Kulturwissenschaftler und Publizist.

## Leben
Jens Fischer studierte Germanistik, Geschichte und Musikwissenschaft sowie Gesang in Saarbrücken, Frankfurt am Main und München. Er war von 1982 bis 1989 Professor für Neuere Deutsche, Vergleichende und Allgemeine Literaturwissenschaft an der Universität-GH Siegen und von 1989 bis 2009 Professor für Theaterwissenschaft an der Ludwig-Maximilians-Universität München. Er war Fellow des Wissenschaftskollegs zu Berlin und ist ordentliches Mitglied der Bayerischen Akademie der Schönen Künste (München), der Akademie der Wissenschaften und der Literatur Mainz und der Deutschen Akademie für Sprache und Dichtung. 2014 erhielt er den Bayerischen Maximiliansorden für Wissenschaft und Kunst.
Seine Forschungsschwerpunkte sind die Kultur der Jahrhundertwende um 1900, die Geschichte der deutsch-jüdischen Kultur und des Antisemitismus, die Geschichte der Oper sowie des Sprechtheaters im 19. und 20. Jahrhundert und die Geschichte des Films. Als Publizist ist er für die Süddeutsche Zeitung und die Monatszeitschrift Merkur tätig sowie für die Programmbücher der Salzburger Festspiele.

## Publikationen (Auswahl)
- Karl Kraus. Studien zum „Theater der Dichtung“ und Kulturkonservatismus (= Theorie, Kritik, Geschichte. 1). Scriptor, Kronberg 1973, ISBN 3-589-00036-8 (Zugleich: Saarbrücken, Universität, Dissertation, 1973: „Theater der Dichtung“ und Kulturkonservatismus.).
- Karl Kraus (= Sammlung Metzler. 131). Metzler, Stuttgart 1974, ISBN 3-476-10131-2.
- Fin de siècle. Kommentar zu einer Epoche. Winkler, München 1978, ISBN 3-538-07026-1.
- als Herausgeber: Psychoanalytische Literaturinterpretation. Aufsätze aus „Imago, Zeitschrift für Anwendung der Psychoanalyse auf die Geisteswissenschaften“ (1912–1937) (= Deutsche Texte. 54). Niemeyer u. a., Tübingen u. a. 1980, ISBN 3-423-04363-6.
- als Herausgeber mit Christian W. Thomsen: Phantastik in Literatur und Kunst. Wissenschaftliche Buchgesellschaft, Darmstadt 1985, ISBN 3-534-08293-1.
- mit Dieter Kimpel und Dietrich Naumann: Deutsche Literaturgeschichte. Von der Aufklärung bis zur Romantik. Schwann, Düsseldorf 1981, ISBN 3-590-12007-X.
- Filmwissenschaft – Filmgeschichte. Studien zu Welles, Hitchcock, Polanski, Pasolini und Max Steiner (= Medienbibliothek. Serie B: Studien. 2). Narr, Tübingen 1983, ISBN 3-87808-907-4.
- als Herausgeber: Oper und Operntext (= Reihe Siegen. Beiträge zur Literatur-, Sprach- und Medienwissenschaft. 60). Winter, Heidelberg 1985, ISBN 3-533-03664-2.
- Oper – das mögliche Kunstwerk. Beiträge zur Operngeschichte des 19. und 20. Jahrhunderts (= Wort und Musik. Salzburger akademische Beiträge. 6). Müller-Speiser, Anif/Salzburg 1991, ISBN 3-85145-007-8.
- Große Stimmen. Von Enrico Caruso bis Jessye Norman. Metzler, Stuttgart u. a. 1993, ISBN 3-476-00893-2.
- Literatur zwischen Traum und Wirklichkeit. Studien zur Phantastik (= Schriftenreihe und Materialien der Phantastischen Bibliothek Wetzlar. 25). Förderkreis Phantastik in Wetzlar e. V., Wetzlar 1998.
- Richard Wagners „Das Judentum in der Musik“. Eine kritische Dokumentation als Beitrag zur Geschichte des Antisemitismus (= Insel-Taschenbuch. 2617). Insel, Frankfurt am Main u. a. 2000, ISBN 3-458-34317-2.
- Jahrhundertdämmerung. Ansichten eines anderen Fin de siècle. Zsolnay, Wien 2000, ISBN 3-552-04954-1.
- Gustav Mahler. Der fremde Vertraute. Biographie. Zsolnay, Wien 2003, ISBN 3-552-05273-9.
- Carlos Kleiber – der skrupulöse Exzentriker (= Kleine Bibliothek der Bayerischen Akademie der Schönen Künste. 1). Wallstein, Göttingen 2007, ISBN 978-3-8353-0138-2.
- Vom Wunderwerk der Oper. Zsolnay, Wien 2007, ISBN 978-3-552-05396-0.
- als Herausgeber mit Hans-Peter Bayerdörfer: Judenrollen. Darstellungsformen im europäischen Theater von der Restauration bis zur Zwischenkriegszeit (= Conditio Judaica. 70). Niemeyer Tübingen 2009, ISBN 978-3-484-65170-8.
- Richard Wagner und seine Wirkung. Zsolnay, Wien 2013, ISBN 978-3-552-05614-5.
- Karl Kraus: Der Widersprecher. Biografie, Zsolnay Verlag, Wien 2020, ISBN 978-3-552-05952-8.

## Auszeichnungen
- 2020: Bayerischer Buchpreis (Rubrik Sachbuch), für Karl Kraus. Der Widersprecher[2]